# 滨海圣克鲁瓦
滨海圣克鲁瓦（法語：Sainte-Croix-sur-Mer，法語發音：[sɛ̃t kʁwa syʁ mɛʁ] ⓘ）是法国卡尔瓦多斯省的一个市镇，属于巴约区。

## 地理
滨海圣克鲁瓦（49°18'49"N, 0°30'36"W）面积2.08 平方千米，位于法国诺曼底大区卡爾瓦多斯省，该省份为法国西北部沿海省份，北濒大西洋英吉利海峡，东北与滨海塞纳省以海上边界相接，东临厄尔省，南至奧恩省，西与芒什省接壤。
与滨海圣克鲁瓦接壤的市镇（或旧市镇、城区）包括：邦维尔、瑟勒河畔科隆比耶、克雷蓬、滨海格赖、滨海韦尔、瑟勒河桥村。

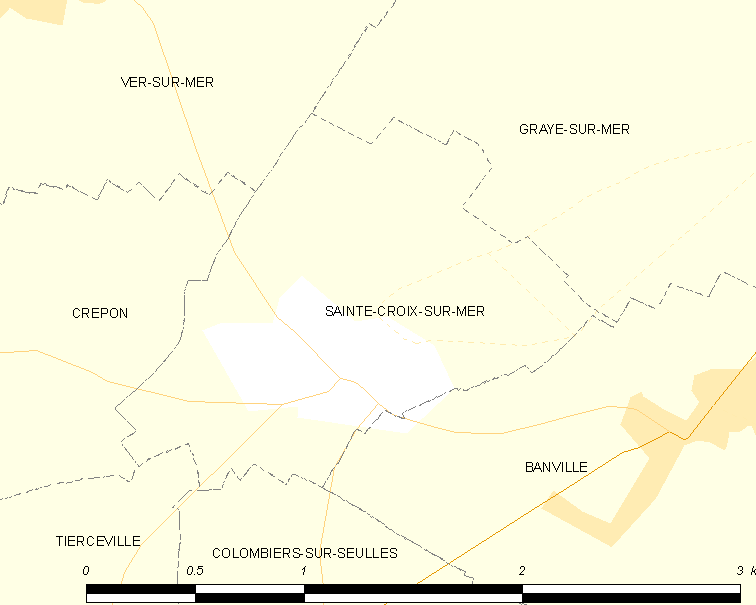
滨海圣克鲁瓦的OSM定位图

滨海圣克鲁瓦的时区为UTC+01:00、UTC+02:00（夏令时）。

## 行政
滨海圣克鲁瓦的邮政编码为14480，INSEE市镇编码为14569。

## 政治
滨海圣克鲁瓦所属的省级选区为滨海库尔瑟勒县。

## 人口

1962-2008年间滨海圣克鲁瓦人口变化图示

滨海圣克鲁瓦于2022年1月1日时的人口数量为244人。